# Senel Paz
Senel Paz (Camagüey, 1950) è uno scrittore e sceneggiatore cubano naturalizzato spagnolo.
Nato da famiglia contadina, si è laureato in giornalismo all'Università de L'Avana e, dopo aver lavorato alcuni anni come giornalista presso un quotidiano dell'Avana, insegna presso la Escuela Internacional de Cine de San Antonio de los Baños.
Vive all'Avana e ha ricevuto la cittadinanza spagnola per meriti artistici.

## Carriera
Ha debuttato come scrittore nel 1980, con la raccolta di racconti El niño aquel (Premio David de la Unión de Escritores y Artistas de Cuba)
Seguiti poi in ordine cronologico da:
- 1983 Un rey en el jardín (Premio de la Crítica),
- 1990 l'antologia di racconti El lobo, el bosque y el hombre nuevo (Premio Internacional de Cuentos Juan Rulfo, il più prestigioso premio letterario in lingua spagnola e Premio de la Crítica), da cui è stato tratto il soggetto del film Fragola e cioccolato del 1993, di cui Paz ha scritto la sceneggiatura. Grande successo, ha vinto il Premio come miglior sceneggiatura al Festival di Cinema latinoamericano di Trieste e al XIV Festival Internazionale del cinema latinoamericano dell'Avana, e il Premio Speciale della Giuria al Festival del Cinema di Berlino nel 1994. È sua anche la sceneggiatura del film Lista d'attesa del 2000.

Senel Paz è anche di autore opere teatrali tra cui:
- 1985 Una novia para David
- 1992 Mentiras adorables
- 1996 Malena es un nombre para tango

Il racconto Fragola e cioccolato, edito in Italia da Giunti Editore e pubblicato in 20 paesi e 11 lingue, con 19 versioni teatrali, oltre all'adattamento cinematografico, ha ottenuto un enorme successo internazionale.
Successivamente Senel Paz si è dedicato molto di più al cinema, in qualità di sceneggiatore, che alla letteratura.
Nel febbraio 2007 è uscito in Spagna Nel cielo con i diamanti, subito tradotto in varie lingue e pubblicato nella versione italiana nel luglio 2007 da Giunti.
Da alcuni anni è membro della giuria del prestigioso premio Grinzane Cinema.